# Deramciklan
Deramciklan (EGIS-3886) je lek koji deluje kao antagonist na  receptoru, kao inverzni agonist na 5- receptoru, i kao inhibitor GABA preuzimanja.